# Aghavnadzor (vattendrag)
Aghavnadzor är ett vattendrag i Armenien.   Det ligger i provinsen Vajots Dzor, i den södra delen av landet, 80 kilometer sydost om huvudstaden Jerevan.
Trakten runt Aghavnadzor består i huvudsak av gräsmarker. Runt Aghavnadzor är det ganska glesbefolkat, med 28 invånare per kvadratkilometer.